# ヨハン・ムセウ

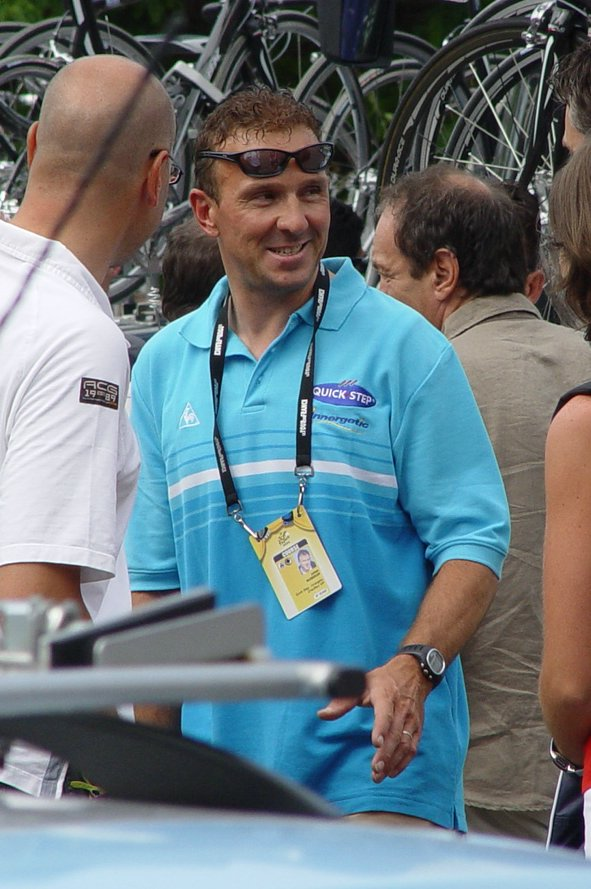
ヨハン・ムセウ

ヨハン・ムセウ（Johan Museeuw、1965年10月13日 - ）は、ベルギー、Varsenare出身の自転車プロロードレース選手。1988年プロデビュー。2004年引退。1990年代最強チームであるマペイのエースの一人であり、その闘志あふれる走りで、「フランドルのライオン (Lion of Flanders)」の異名で呼ばれた。
ベルギー国内で開催されるクラシックレースでは圧倒的な強さを発揮し、ロンド・ファン・フラーンデレンとパリ〜ルーベをそれぞれ3回制覇しているほか、チューリッヒ選手権でも2回優勝。さらに世界選手権個人ロードレース、パリ〜ツール、チューリッヒ選手権、アムステルゴールドレース、HEWサイクラシックを制したこともある名クラシックハンター。

## 経歴
1988年スプリンターとしてプロデビューし、1989年のツールドフランスでは総合優勝したグレッグ・レモンのアシストを務め、翌1990年にはツール・ド・フランス最終ステージで優勝を飾る。その後は、数々のワンデイレースで活躍。
1995年と1996年にUCIワールドカップチャンピオンに輝いた。1996年には世界選手権優勝という偉業を成し遂げ、トップレーサーとしての地位を不動のものにした。この年の世界選手権はスイスで下馬評では登りが厳しすぎるのでムセウには難しいとのことであったがそれを覆して地元スイスのジャネッティとのエスケープを決めてのゴール勝負での優勝であった。
1998年に3度目となるロンド・ファン・フラーンデレン優勝を遂げる。独走での優勝で強さを見せつけるものであったが、直後のパリ〜ルーベで落車し右膝の皿の骨を砕く大怪我を負い引退の危機に追い込まれた。だが長いリハビリ期間を経て、2000年の同レースで2回目の優勝。ゴール時に右膝を指差すポーズで復活をアピールした。
その後も2002年に3回目のパリ〜ルーベ優勝。USポスタルのヒンカピーとボーネンが協力して追走するも独走で差を広げるという圧倒的な力を見せつけての優勝であった。さらにHEWサイクラシックを制するなどの活躍を見せたが、トム・ボーネンを自分の後継者として、2004年に引退した。
引退後はクイックステップの広報担当を務めていた。
2007年1月24日記者会見を行い、現役時代に禁止薬物を使用していたことを認め、ニュースとなった。現在、自身の名を冠したロードバイクブランドを立ち上げており、拡販のために来日もしているが、取次先を広げることが出来ずに巨額損失が発生したため、責任をとって企業からは離れている。

## 人物
- 父親のエディ・ムセウもプロのロードレーサーだったため、エディ・メルクスとアクセル・メルクスのように親子二代にわたるロードレーサー家族である。ただ、父親の方の選手生活は2年間（実働1年）という短いものだった。

- 同じ時期に活躍していたマリオ・チポリーニがイタリア人らしく派手な言動を好むのとは対照的に、フラマン人らしく寡黙で地味な性格である。レース内容についてマスコミから批判されても反論することはほとんど無く、スポーツカーを乗り回すトップ選手が多い中、ムセウは父親が経営するディーラー（プジョー）から購入した普通の乗用車に乗っていた。

## エピソード
- 選手生命はおろか日常生活に差しさわりが出る程の深刻なケガが多く、1992年には世界選手権の合宿中に集団落車で大腿骨を複雑骨折、1998年にはパリ〜ルーベの落車で膝蓋骨の複雑骨折を負っているほか、レース以外にもオートバイ運転中の事故で頭蓋骨の陥没骨折という大ケガをしたことがある。
- 1996年のパリ〜ルーベでは同チームのメンバーとともに1～3位を独占する逃げを決め、ゴール前はパレードのような走行をしてチーム内順列どおりの着順となった。このため一部から「勝負をするべき」という声が上がったが、2位に入ったジャンルカ・ボルトラーミは「やっても同じ結果になっただろう」というコメントを残している。
- 前述のマリオ・チポリーニとは「名スプリンター」、「家族がロードレーサー」、「自国ではスーパースター扱い」など共通項が多い。ちなみにGB-MG所属時代、グランツールではチポリーニのアシストを務めていた。
- 多くのスター選手に漏れず、有能なアシストに恵まれた。常に共に行動したのは同胞のウィルフレッド・ピータース（1994年ヘント〜ウェヴェルヘム優勝）だが、マルコ・サリガーリ（1993年ツール・ド・スイス優勝）、ジャンルカ・ボルトラーミ（1994年ワールドカップチャンピオン）、アンドレア・タフィなどもアシストを務めていた。

## 所属チーム
- 1988～1989年 ADRenting
- 1990～1992年 ロット
- 1993～1994年 GB-MG
- 1995～2000年 マペイ（1995～1997年Mapei-GB、1998年Mapei-Bricobi、1999～2000年Mapei-QuickStep）
- 2001～2002年 ドモ・ファームフリッツ
- 2003～2004年 クイックステップ・ダヴィタモン

## 主な成績

### グランツール
- 1990年 ツール・ド・フランス2勝

### ステージレース
- 1991年 ブエルタ・ア・アンダルシア区間2勝
- 1992年 ボルタ・ア・コムニダ・バレンシアナ区間2勝
- 1993年 ツール・ド・スイス区間1勝
- 1995年 ダンケルク4日間レース総合優勝
- 1997年 ブエルタ・ア・アンダルシア区間3勝
- 1998年 ダンケルク4日間レース総合優勝

### ワンデイレース
- 世界選手権優勝（1996年）
- ベルギー選手権優勝（1992年、1996年）

- 1991年 チューリッヒ選手権優勝
- 1993年 ロンド・ファン・フラーンデレン優勝 パリ～ツール優勝
- 1994年 アムステルゴールドレース優勝
- 1995年 ロンド・ファン・フラーンデレン優勝 チューリッヒ選手権優勝
- 1996年 パリ～ルーベ優勝
- 1998年 ロンド・ファン・フラーンデレン優勝
- 2000年 オムロープ・ヘット・フォルク優勝 パリ～ルーベ優勝
- 2002年 パリ～ルーベ優勝 HEWサイクラシック優勝
- 2003年 オムロープ・ヘット・フォルク優勝

### そのほか
- 1995～1996年 UCIワールドカップチャンピオン